# Фіни
Фі́ни (самоназва «суомалайсет», фін. suomalaiset) — фіно-угорський народ на півночі Європи, основне населення Фінляндії.

## Територія проживання і чисельність
Чисельність фінів у Фінляндії — 4,83 млн (93 % населення країни). Також фіни живуть у США — близько 300 тисяч осіб, у Швеції — понад 100 тис. осіб, Канаді понад 50 тис. осіб, Росії — 34,1 тис. осіб, Норвегії — 20 тис. осіб, Естонії — 16,6 тис. осіб (бл. 3 % населення держави), Україні — близько 1 тис. осіб.
Загальна чисельність фінів — близько 5,5 млн осіб.

## Мова і релігія
Фіни розмовляють фінською мовою, яка належить до фіно-угорських мов. Поширена також шведська мова. Писемність на основі латинки.
Найпоширеніша релігія — лютеранство.

## Історія
Походження фінів пов'язується з давніми прибалтійсько-фінськими племенами, що у 1-му тисячолітті н. е. починають з'являтися на території Фінляндії, а до його кінця заселяють більшу частину сучасної території країни, відтіснивши автохтонне саамське населення на північ.
Основними племенами давніх фінів були сум (суомі) та єм (хяме), крім того на етногенез фінів значною мірою вплинули карели (корела), східні племена яких були приєднані до Новгородських земель у ХІІ столітті, а західні — асимільовані фінами.
Шведи та росіяни намагалися асимілювати фінів, інкорпорувавши тих у своє суспільство, зокрема, і у зв'язку з тим, що тривалий час Західна Фінляндія належала Швеції (з ХІІ—ХІІІ століть почалися загарбання фінських земель), тоді як Східна Фінляндія перебувала (а частково і перебуває досі) в складі російської держави. У 1809 р. Фінляндія отримала автономію в складі Російської імперії (Фінляндське автономне велике князівство).
Незалежність Фінляндія, як і Україна, здобула у 1917 році, але з тих пір уже не втрачавши її.

## Епос і фольклор фінів
Всесвітньо відомий карело-фінський народний епос Калевала (укладений з народних рун Еліасом Леннротом в першій половині XIX ст.).
У фінів багатющий фольклор, особливим жанром є руни — різновид пісенної творчості, віршовані особливим ритмом епічні сказання. Дуже поширена неказкова проза — бувальщини, перекази про нечисту силу, тощо.

## Відомі фіни

### Актори, архітектори, письменники, режисери
- Іда Аалберг — фінська актриса
- Веса-Матті Лойрі — популярний фінський кіноактор, рок-співак, флейтист
- Майла Нурмі — культова кіноактриса фільмів жахів
- Алвар Гуго Аалто — фінський урбаністичний архітектор, один з піонерів сучасної світової архітектури
- Вяйне Аалтонен — фінський скульптор-монументаліст, медальєр, театральний художник
- Ееро Аарніо — фінський дизайнер, став відомим у 1960-х завдяки дизайну меблів з пластику і склотекстоліту
- Йорн Доннер — фінський шведськомовний письменник, режисер, сценарист, продюсер, кінокритик, актор
- Ренні Харлін — фінський та американський кінорежисер, сценарист, актор, продюсер
- Сем Лейк — фінський письменник, актор та сценарист ігор студії Remedy Entertainment, зокрема серій ігор «Max Payne» та «Alan Wake»

### Музиканти, композитори
- Тар'я Турунен — співачка, колишня вокалістка фінського симфо-метал гурту «Nightwish»
- Ейноюгані Раутаваара — фінський композитор
- Еса-Пекка Салонен — фінський композитор і диригент
- Poets of the Fall — фінський рок-гурт із Гельсінкі
- The Rasmus — фінський рок-гурт, який сформувався в 1994 році в Гельсінкі
- Nightwish — фінський метал-гурт, створений 1996 року в місті Кітеє
- Ensiferum — фінський англомовний фолк-метал гурт з Гельсінкі
- Sonata Arctica — фінський англомовний павер-метал гурт, створений у 1996 році
- Stratovarius — фінський гурт, що грає у стилях павер-метал і спід-метал
- HIM — фінський рок-гурт з Гельсінкі
- Apocalyptica — фінський віолончельний метал-гурт, заснований 1993 року
- Children of Bodom — фінський англомовний музичний колектив (мелодік-дез метал з елементами пауер-металу, симфо-металу та блек-металу)
- The 69 eyes — фінський рок-гурт
- Lordi — музичний гурт
- Тапіо Раутаваара — фінський співак, поет, актор, композитор і спортсмен

### Державні діячі, політики
- Йоган Вільгельм Снелльман — фінський філософ-ідеаліст, публіцист і державний діяч, представник лівого гегельянства
- Тар'я Галонен — 11-ий президент Фінляндії з 2000 до 2012, фінський політик, юрист
- Аннелі Яаттеенмякі — правий фінський політик
- Урго Кекконен — фінський державний діяч, восьмий Президент Фінляндії (1956—1982)
- Марі Ківініемі — фінський політик, прем'єр-міністр Фінляндії
- Мауно Койвісто — фінський державний і політичний діяч
- Пааво Ліппонен — фінський політик лівого спрямування
- Саулі Нійністе — 12-й президент Фінляндії
- Рісто Рюті — фінський державний та політичний діяч, з 1939 до 1940 — прем'єр-міністр Фінляндії, президент Фінляндії з 1940 до 1944
- Матті Ванганен — фінський політик

### Науковці
- Ларс Альфорс — фінський і американський математик
- Йоган Ґадолін — фінський хімік, фізик і мінералог, відкрив рідкісноземельний елемент ітрій
- Рагнар Граніт — шведський фізіолог фінського походження, лауреат Нобелівської премії з фізіології та медицини в 1967 році
- Люсі Отерма — фінський астроном
- Арттурі Ілмарі Віртанен — фінський біохімік, лауреат Нобелівської премії, найвідоміший фінський хімік XX століття
- Ірйо Вяйсяля — фінський астроном і геодезист, член Фінської АН і Академії Фінляндії (1951)

### Спортсмени
- Сімо Гяюгя — фінський снайпер
- Вольмарі Ісо-Голло — фінський легкоатлет, олімпійський чемпіон
- Ганнес Колехмайнен — фінський легкоатлет, 3-разовий чемпіон V Олімпіади в Стокгольмі (Швеція) 1912 р., чемпіон VII Олімпіади в Антверпені (Бельгія) 1920 р.
- Пааво Нурмі — фінський стаєр, дев'ятиразовий олімпійський чемпіон, легенда олімпійського спорту
- Теро Піткямякі — фінський метальник списа
- Вілле Рітола — фінський легкоатлет, олімпійський чемпіон
- Ільмарі Сальмінен — фінський легкоатлет, олімпійський чемпіон
- Лассе Вірен — фінський легкоатлет, олімпійський чемпіон
- Самі Гююпя — колишній фінський футболіст
- Юссі Яаскеляйнен — фінський футболіст
- Ярі Літманен — фінський футболіст
- Саку Койву — фінський хокеїст
- Теему Селянне — фінський хокеїст
- Маркку Ален — фінський автогонщик
- Маркус Гронхольм — фінський автогонщик-ралійник, дворазовий чемпіон світу
- Мікко Гірвонен — фінський ралійний гонщик
- Міка Хаккінен — фінський автогонщик, дворазовий чемпіон Формули-1
- Хейккі Ковалайнен — пілот автогоночної серії Формула-1
- Юркі Ярвілехто — фінський автогонщик, пілот Формули-1
- Кімі Ряйкконен — фінський автогонщик, чемпіон світу з автогонок у класі Формула-1 2007 року і двічі віце-чемпіон світу (у 2003 і 2005 роках)
- Вальттері Боттас — фінський автогонщик, пілот серії Формула-1
- Янне Ахонен — фінський стрибун на лижах з трампліна
- Кійра Корпі — фінська фігуристка
- Таня Поутяйнен — фінська гірськолижниця

### Письменники
- Мікаель Аґрікола — лідер лютеранської Реформації у Фінляндії, засновник фінської писемності
- Юхані Ахо — фінський письменник, перекладач, журналіст
- Мінна Кант — фінська письменниця і соціальний активіст
- Алексіс Ківі — фінський письменник та драматург
- Ейно Лейно — фінський поет і журналіст, один з піонерів фінської поезії, чільний представник неоромантизму у фінській літературі
- Вяйне Лінна — фінський письменник
- Еліас Леннрот — один з найвизначніших представників фінської культури, видатний записувач і дослідник карело-фінського епосу «Калевала», мовознавець, лікар за освітою
- Франс Ееміль Сіланпяя — видатний фінський письменник, у 1939 році він був удостоєний нобелівської премії з літератури
- Захаріас Топеліус — видатний фінський письменник і поет
- Міка Валтарі — класик фінської літератури, кіносценарист та поет